# Siphonogorgia rotunda
Siphonogorgia rotunda is een zachte koraalsoort uit de familie Nidaliidae. De koraalsoort komt uit het geslacht Siphonogorgia. Siphonogorgia rotunda werd in 1908 voor het eerst wetenschappelijk beschreven door Harrison. 